# Armadilloniscus caraibicus
Armadilloniscus caraibicus is een pissebed uit de familie Detonidae. De wetenschappelijke naam van de soort is voor het eerst geldig gepubliceerd in 1989 door Paoletti & Stinner.